# Neoncicola curvata
Neoncicola curvata är en hakmaskart som först beskrevs av Otto Friedrich Bernhard von Linstow 1897.  Neoncicola curvata ingår i släktet Neoncicola och familjen Oligacanthorhynchidae. Inga underarter finns listade i Catalogue of Life.